# Aleksei Brussílov
Aleksei Alekséievitx Brussílov (rus: Алексе́й Алексе́евич Бруси́лов) (Tbilisi, Geòrgia, 31 d'agost de 1853 – Moscou, 17 de març de 1926) fou un militar rus, general de cavalleria durant la Primera Guerra Mundial i especialment conegut pels desenvolupaments tàctics posats en marxa durant l'ofensiva Brussílov de 1916.
Brussílov participà en la Guerra Russoturca i fou ascendit a general el 1906. En començar la Primera Guerra Mundial se li encomanà el comandament del 8è exèrcit rus i posteriorment el de tot el front sud-oriental. Sovint se'l considera un dels millors comandants militars russos i en la preparació de l'ofensiva Brussílov, el major èxit rus durant la guerra, ell i el seu estat major idearen tàctiques d'infiltració predecessores de les que poc després idearia Oskar von Hutier per superar l'estatisme de la guerra de trinxeres.
Després de la Revolució d'Octubre i durant tota la Guerra Civil Russa Brussílov es mantingué inactiu, fins que el 1920 entrà al servei de l'Exèrcit Roig. Malgrat que simpatitzava amb els Blancs, considerà preferible lluitar amb l'Exèrcit Roig contra un enemic extern a la Guerra Russopolonesa (1919-1920) que unir-se als contrarevolucionaris. A l'Exèrcit Roig ocupà càrrecs importants però poc decisius, treballant bàsicament com a assessor militar. Als setanta anys es retirà i tres anys després morí a Moscou.